# Glympis subflavidalis
Glympis subflavidalis är en fjärilsart som beskrevs av Augustus Radcliffe Grote. Glympis subflavidalis ingår i släktet Glympis och familjen nattflyn. Inga underarter finns listade i Catalogue of Life.